# 2215 Sichuan
2215 Sichuan è un asteroide della fascia principale del diametro medio di circa 14,82 km. Scoperto nel 1964, presenta un'orbita caratterizzata da un semiasse maggiore pari a 2,7921852 UA e da un'eccentricità di 0,2637005, inclinata di 10,74943° rispetto all'eclittica.